# Bunyola
Bunyola település Spanyolországban, a Baleár-szigeteken. Bunyola Alaró, Santa Maria del Camí, Marratxí, Palma de Mallorca, Valldemossa, Deià, Sóller és Escorca községekkel határos. Lakosainak száma 7490 fő (2024).

## Népesség
A település népessége az elmúlt években az alábbi módon változott:
| Lakosok száma | 4910 | 5291 | 5574 | 6026 | 6232 | 6662 | 6669 | 6809 | 7037 | 7490 |
|               | 2001 | 2004 | 2006 | 2009 | 2011 | 2014 | 2016 | 2019 | 2021 | 2024 |